# 公方俊良
公方 俊良（くぼう しゅんりょう、1941年3月20日 - ）は、日本の宗教家、僧侶。相乗宗創始者。
本名・久保俊郎。

## 来歴
京都市下京区生まれ。佛教大学中退。中央仏教学院卒業。
天台宗系門跡寺院において得度。その後神仏一如の相乗宗を興し、宗務総長。国際仏教伝道学院長。
敦実親王菩提寺・相乗宗本山蒼竜寺第四十一世貫主。毎日文化センター宗教講座講師。

## 著書
- 『禅の発想法 心の疲れをとり、活き活き生きる人生の極意』日新報道 1982
- 『禅の経営法』日新報道 1983
- 『気迫で勝つビジネス術 兵法「闘戦経」』三笠書房 1985
- 『般若心経90の知恵』三笠書房知的生きかた文庫 1985
- 『幻の兵法書「闘戦経」に学ぶ勝つ経営 生き残り戦略戦術53のキメ手』日新報道 1985
- 『一休禅師の発想』三笠書房 1986
- 『観音経の招福法 煩悩の心で、どう生きればいいか』主婦と生活社 21世紀ポケット 1986
- 『禅に学ぶ自由自在の発想法』三笠書房 1986
- 『禅・無境界の経営』産業能率大学出版部 1986
- 『道元禅に学べいかに強く生きるか 悩む人ほどガラリと変われる方法』文化創作出版 1986
- 『道元禅の魅力 「正法眼蔵随聞記」に学ぶ禅のこころ』産業能率大学出版部 1986
- 『絵で読む禅問答 悟りと閃きの世界へのガイドブック』日本実業出版社 エスカルゴ・ブックス 1987
- 『般若心経のすべて 読む・唱える・書く・描く・祀る』日本実業出版社 1987
- 『「臨済録」に学ぶ経営の活路』産業能率大学出版部 1988
- 『心豊かに生きる本 名僧の禅語録に学ぶ』日新報道 1989
- 『地獄の経営極楽の経営 仏教に学ぶ経営の心と手法』サンマーク出版 1989
- 『運を開く般若心経の読み方 迷いを断つ生き方の智恵とは』PHP研究所 1990
- 『決断の人生経営 禅の発想に学ぶ』ぎょうせい 1990
- 『ビジネスマンのための般若心経 目的別実践活用法』評伝社 1990
- 『セールスの達人 モノを売る前に感動を売れ』ダイヤモンド社 1991
- 『やすらぎをあなたに 心豊かに生きる仏の智慧』サンマーク出版 1991
- 『心の疲れがとれる本 つらいとき苦しいときの生きる智恵』ダイヤモンド社 1992
- 『般若心経に学ぶ経営の心 生かされて生きる』ダイヤモンド社 1992
- 『いそがばとまれ 自分を見つめる、心と語る』ダイヤモンド社 1993
- 『般若心経人生を強く生きる101のヒント』三笠書房知的生きかた文庫 1993
- 『できるセールスマンはマナーが違う』ダイヤモンド社 1994
- 『般若心経90の智恵』三笠書房 1994
- 『人を動かす諭し方 心を揺さぶる百言』経済界Ryu books 1994
- 『一日一話の般若心経』三笠書房知的生きかた文庫 1996
- 『般若心経がよくわかる本』成美文庫 1996　『般若心経人生は必ずうまくいく!』改題
- 『心を癒す仏教の智慧』日本実業出版社 1997
- 『禅に学ぶ人生90の智恵』三笠書房知的生きかた文庫 2000
- 『生きる勇気がわいてくる般若心経の教え 二度とない人生を有意義なものとするための実践書』ナツメ社 らくらく入門塾 2003
- 『空海たちの般若心経 六人の名僧が説く智慧と空の世界』日本実業出版社 2004
- 『心に響く般若心経』三笠書房 2004　のち文庫
- 『願いが叶う般若心経の秘法』ナツメ社 2004
- 『般若心経 人生を強く生きる101のヒント』三笠書房 2004
- 『「超入門」般若心経の読み方 くりかえし念ずれば、心はやさしくなれる』こう書房 2005
- 『『正法眼蔵』で生きる智慧 道元禅入門・珠玉の言葉56』サンガ 2008
- 『禅的思考のすすめ 悩む人ほど強くなれる』サンガ 2008
- 『さわやかに死を見つめる80の話 禅僧に学ぶ生き方・死に方のヒント』サンガ 2009
- 『道元禅師の言葉 一言一言に救いがある』主婦の友社 2010

## 注
1. ↑  『現代日本人名録』

## 参考
- [ISBN　978-4-7696-0865-3]